# アンカラ駅
アンカラ駅（アンカラえき、トルコ語:Ankara Garı）は、トルコの首都アンカラにある、トルコ国鉄（TCDD）の鉄道駅。

## 概要
アンカラの中心駅で、イスタンブール・カルス・イズミル・クルタラン・タトワンなどの各都市への列車や近郊電車バシュケントライが運行しており、トルコ国内でも最も混雑する駅の1つとなっている。トルコ高速鉄道は隣にあるアンカラYHT駅から発着する。
トルコの土木技術者会議所はアンカラ駅をトルコの土木技術の偉業50選の1つとして挙げている。

## 歴史

### オスマン帝国時代（1892–1922）
1892年12月31日に開業。元の駅舎はパレスチナとメソポタミアの戦争の物資として回収されたため、1914年から1918年にかけては旅客サービスを中止し貨物の運行もほとんどない状態であった。戦後、CFOAはイギリス軍の統制下に置かれたが、トルコ民族主義者達はアンカラとCFOAの一部を占領した。トルコ独立戦争の間、CFOAはアンカラからエスキシェヒル近くまで軍隊を輸送した。

### トルコ共和国時代 (1922–現在)

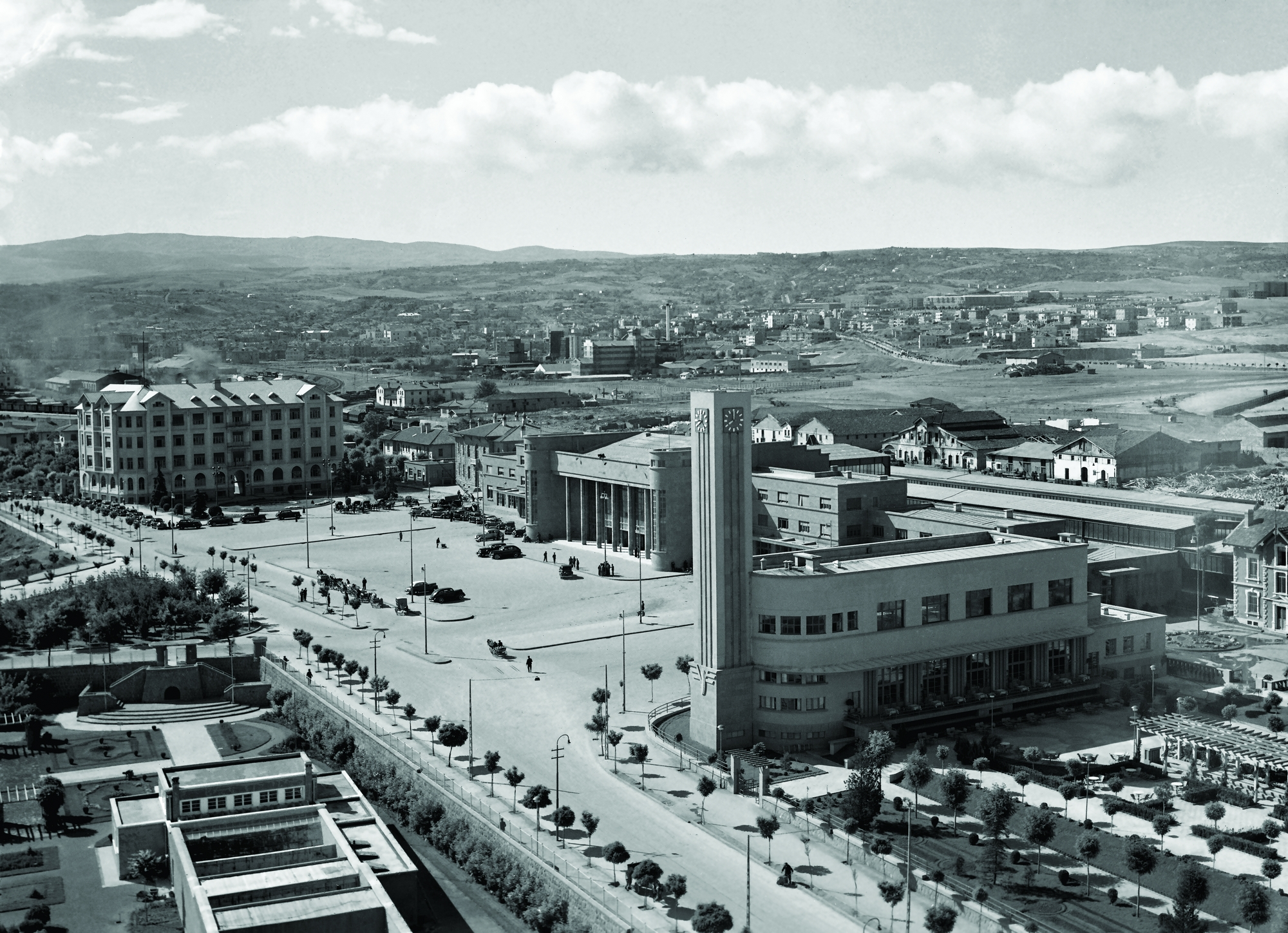
1940年代に撮影された5月19日広場とアンカラ駅

トルコ革命終了後、イスタンブール-アンカラ間の旅客輸送が再開された。CFOAは最終的にはアンカラからカイセリまで路線を開業させた。1927年6月1日にCFOAはトルコ国鉄（TCDD）に移管され、アンカラ駅もトルコ国鉄の駅となった。1927年、イスタンブール-アンカラ間を国際寝台車会社（CIWL）が運行する、プレミア夜行列車のアナトリアエクスプレスが発足した。現在のアール・デコ様式の駅舎は1937年に建築家チェキル・アカルンにより建てられたものである。 トルコ国鉄がアンカラから他の都市とも接続させるため、1939年にイズミルまで走行する9月9日エクスプレスとカルスまで走行する東エクスプレスを、1944年にディヤルバクルやクルタランまでを走行する南クルタランエクスプレスの運行を開始した。1972年にはシンカン-カヤシュ間を電化し、同時にバシュケントライの運行を開始した。1993年にはイスタンブール-アンカラ間全線の電化が完了した。2009年にアンカラからエスキシェヒルまでトルコ高速鉄道の運行を開始した。
2015年10月10日10時4分（EEST）、アンカラ駅前で爆破事件が発生した。2つの爆弾が爆発し、105人以上が死亡、400人以上が負傷した。この事件はトルコの近代史上最悪なものの1つとなった。

## 駅構造

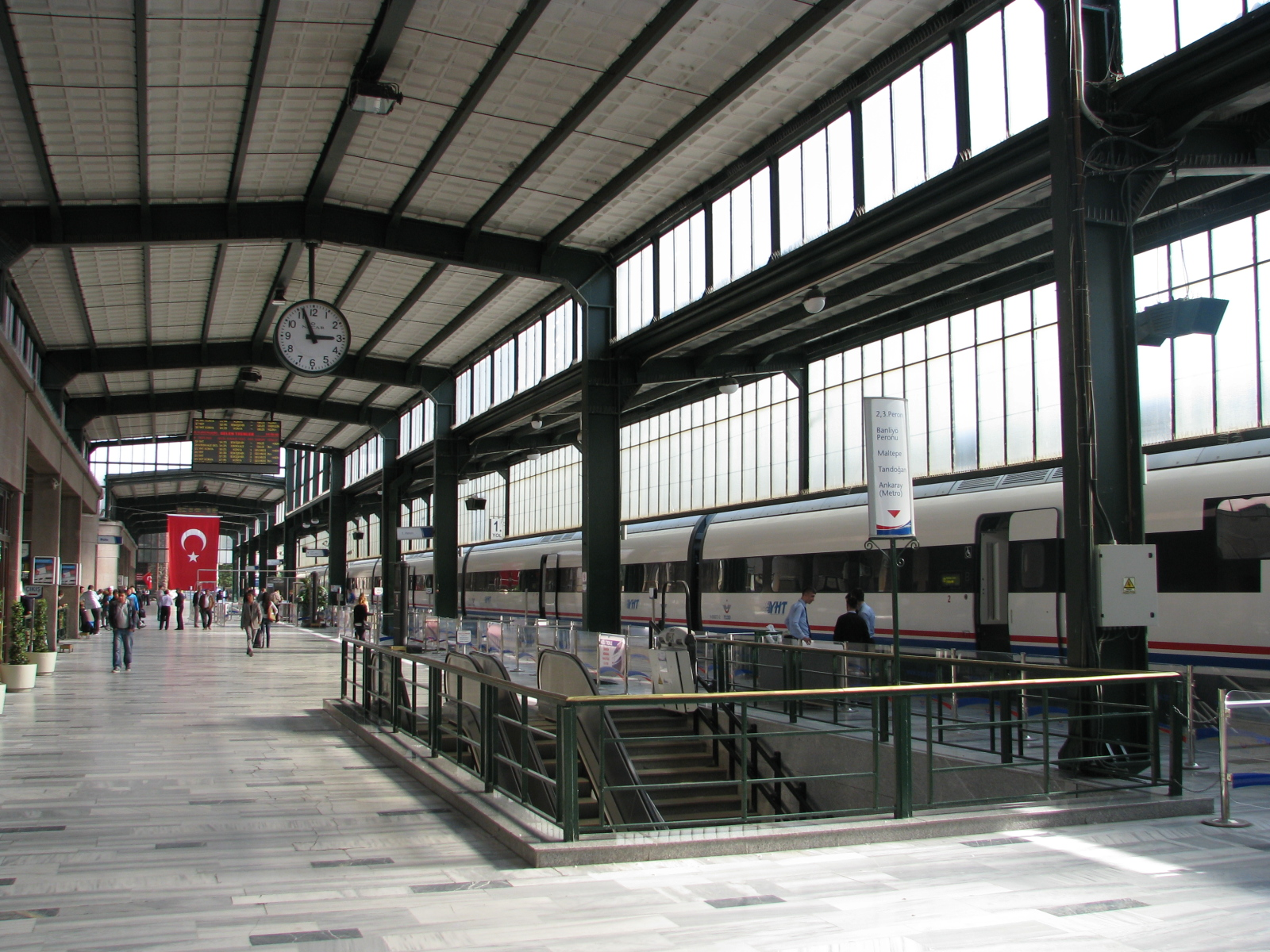
1番線ホーム

単式ホーム1面1線・島式ホーム1面2線、計2面3線のホームを持つ地上駅。南側の島式1面2線にバシュケントライが、その他のホームに長距離列車が発着する。3番線と6番線の間には中線が2本ある。
駅舎は単式ホームに接しており、各ホーム間は地下道にて移動ができる。また、アンカラYHT駅とはスカイブリッジで繋がっている。

### のりば
| ヒッポドローム ↑ \| ７６ \| ３２ \| １ ↓ イェニシェヒル | 1-3 | 長距離列車       | イスタンブール＝ハルカル・カルス・ イズミル＝バスマネ・クルタラン・タトワン方面 |
| ヒッポドローム ↑ \| ７６ \| ３２ \| １ ↓ イェニシェヒル | 6   | バシュケントライ | シンカン方面                                                                    |
| ヒッポドローム ↑ \| ７６ \| ３２ \| １ ↓ イェニシェヒル | 7   | バシュケントライ | カヤシュ方面                                                                    |

## 駅周辺
- アンカラ・アリーナ
- ゲンチリク公園（トルコ語版、英語版）
- CSOコンサートホール（トルコ語版、英語版）
- トルク空軍博物館（トルコ語版、英語版）
- 朝鮮戦争記念館（トルコ語版）
- アンカラ5月19日スタジアム（トルコ語版、英語版）
- アンカラ首都圏自治体（トルコ語版）
- アンカラYHT駅（トルコ語版）
- アンカライ（トルコ語版、英語版） アナドル駅（トルコ語版）

## 隣の駅
トルコ国鉄
東エクスプレス、南クルタランエクスプレス、観光東エクスプレス、ヴァン湖エクスプレス
アンカラ駅 - カヤシュ駅
アンカラエクスプレス、ボアズィチエクスプレス、イズミル青列車、アンカラ-ポラトル鈍行
アンカラ駅 - シンカン駅
バシュケントライ
ヒッポドローム駅 - アンカラ駅 - イェニシェヒル駅